# Bryan Salazar
Bryan Salazar Haro (ur. 25 lutego 1998 w Guadalajarze) – meksykański piłkarz występujący na pozycji środkowego obrońcy.